# Gué de Constantine
Gué de Constantine este o suburbie a orașului Alger din Algeria.